# 头花风铃草
头花风铃草（学名：Campanula glomeratoides）为桔梗科风铃草属的植物，是中国的特有植物。分布于中国大陆的西藏等地，生长于海拔2,700米的地区，多生在草地中，目前尚未由人工引种栽培。